# IC 500
IC 500 — галактика типу E? (еліптична галактика) у сузір'ї Корма.
Цей об'єкт міститься в оригінальній редакції індексного каталогу.